# Струнный квартет № 4 (Шостакович)
Струнный квартет № 4 Ре мажор, соч. 83, квартет Дмитрия Шостаковича, написанный в 1949 году. Квартет посвящён памяти художника Петра Вильямса — близкого друга Шостаковича.
Квартет написан, возможно, в худшее время композитора. Тогда он заклейменный ЦК ВКП(б) как формалист, вынужден был зарабатывать на жизнь музыкой к патриотическим фильмам и компромиссными сочинениями.

## Исполнение квартета
Квартет, сочинённый в то же время, что и Первый скрипичный концерт (1949), был исполнен только после смерти Сталина, 3 декабря 1953 года в Москве, Квартетом имени Бетховена.

## Строение квартета
Квартет состоит из четырёх частей:
- 1. Allegretto
- 2. Andantino
- 3. Allegretto
- 4. Allegretto